# Judas (пісня Леді Гаги)
«Judas» — пісня американської співачки Lady Gaga, другий сингл з другий альбому співачки «Born This Way». Випущений 15 квітня 2011 року.
Продюсерами синглу виступили Lady Gaga та RedOne.